# Vladimir Hernández
Pour les articles homonymes, voir Hernández.
Vladimir Javier Hernández Rivero, dit Vladimir Hernández, né le 8 février 1989 à Arauca en Colombie, est un footballeur international colombien, qui évolue au poste d'attaquant.

## Biographie

### Débuts professionnels en Colombie
Vladimir Hernández commence sa carrière professionnelle en 2007 au Barranquilla FC en deuxième division. À la fin de la saison, il dispute 25 rencontres, pour 4 buts inscrits. En 2009, il rejoint le Atlético Junior en première division. Le 13 septembre, il fait ses débuts en Primera A contre le Millonarios FC lors d'une victoire 1-0.
Le 21 juin 2009, il marque son premier but en Primera A contre le Deportivo Cali lors d'un match nul de 2-2.
Avec le club de Junior, il dispute 7 matchs en Copa Libertadores, pour deux buts inscrits, et 12 matchs en Copa Sudamericana, pour deux buts inscrits.

### Arrivée au Brésil
Le 30 octobre 2016, le président de Santos FC Modesto Roma Júnior annonce que le joueur rejoindra l'équipe lors de la saison 2017. Le 24 janvier 2017, il rejoint le Santos FC pour un montant de transfert de 1 millions de dollars, et signe un contrat de 5 ans.

### Carrière internationale
Vladimir Hernández compte une sélection avec l'équipe de Colombie depuis 2017.
Il est convoqué pour la première fois en équipe de Colombie par le sélectionneur national José Pékerman, pour un match amical contre le Brésil en hommage au club de Chapecoense le 25 janvier 2017. Il entre à la 62e minute de la rencontre, à la place de Jonathan Copete. Le match se solde par une défaite 1-0 des Colombiens.

## Palmarès
- Avec le Junior de Barranquilla
  - Champion de Colombie en Ouv. 2010 et Cl. 2011
  - Vainqueur de la Coupe de Colombie en 2015